# أغار عليك من عيني ومني
أغار عليك من عيني ومني هو مطلعُ بيت شعرٍ منتشرٍ على الإنترنت، ولكنَّ انتشاره مترافقٌ مع معلوماتٍ متضاربةٍ حول أصل الأبيات ونسبتها، فينسبها البعض إلى ولادة بنت المستكفي وآخرون إلى حفصة الركونية. والأبيات هيَّ:

## نسبة الأبيات

### ولادة بنت المستكفي بالله
وَلَّادة بنت المُستَكْفي بالله (994 - 26 مارس 1091) هي أديبةٌ وشاعرةٌ أندلسية، والدها هو الخليفة محمد المستكفي بالله. يصفها كتاب «الدُر المنثور في طبقات ربّات الخدور» بأنها «كانت واحدة زمانها المشار إليها في أوانها، حسنة المحاورة، مشكورة المذاكرة، مشهورة بالصيانة والعفاف. أديبة شاعرة جزلة القول حسنة الشعر، وكانت تناضل الشعراء وتجادل الأدباء، وتفوق البرعاء، وعمرت عمرًا طويلًا، ولم تتزوّج قط». كانت لها أخبارٌ كثيرةٌ مع الشاعر الأندلسي ابن زيدون (1004 - 1071)، حيث كان يهيمُ بها وتهيمُ به، واشتهرا بقصة حبٍ إلا أنها لم تدم طويلًا، وذكرت أسبابٌ كثيرةٌ في ذلك، إلا أنَّ معظم المصادر تُشير إلى أنَّ ابن زيدون قد تعلق بجاريةٍ سوداء تُسمى «عتبة» بارعةٍ في الغناء ليثير الغيرة عند ولادة فتعود إليه، إلا أنَّ ولادة أرسلت له أبياتًا تعاتبه، فأرسل إليها أبياتًا ليستسمحها، إلا أن ولادة لم تأبه به.

#### الأبيات
تُشير العديد من المصادر أنَّ ولَّادة كانت قد كتبت لابن زيدون تُريد إظهار حُبها له:
تختلفُ صيغة الأبيات أعلاه بين المصادر، حيث تذكر بعضها الشطر الأول من البيت الأول على صيغة «أغارُ عليك من نفسي ومني»، والشطر الثاني على صيغة «ومنك ومن مكانك والزمان». أما الشطر الأول من البيت الثاني فيردُ أيضًا على صيغة «ولو أني وضعتكُ في قلبي».
على الرغم من أنَّ عددًا من المصادر تنسب الأبيات إلى ولَّادة، إلا أنها لم تردُ في أي مصدرٍ اختصاصيٍ، حيث يُشير «ديوان ولادة بنت المستكفي» إلى قصائدها التالية فقط:
- «لحاظُكم تجرحُنا في الحشا»
- «أنتَ الخصيبٌ وهذه مصر»
- «لو كنت تنصف في الهوى ما بيننا»
- «ترقّب إذا جنّ الظلام زيارتي»
- «ألا هل لنا من بعد هذا التفرق»
- «ولقبت المسدس وهو نعت»
- «إنّ ابن زيدون له فقحة»
- «يا أصبحي اِهنأ فكم نعمة»
- «أنا واللَه أصلح للمعالي»
- «إن ابن زيدون على فضله»
- «ودّع الصبرَ محبّ ودّعك»

#### نُصْب قرطبة

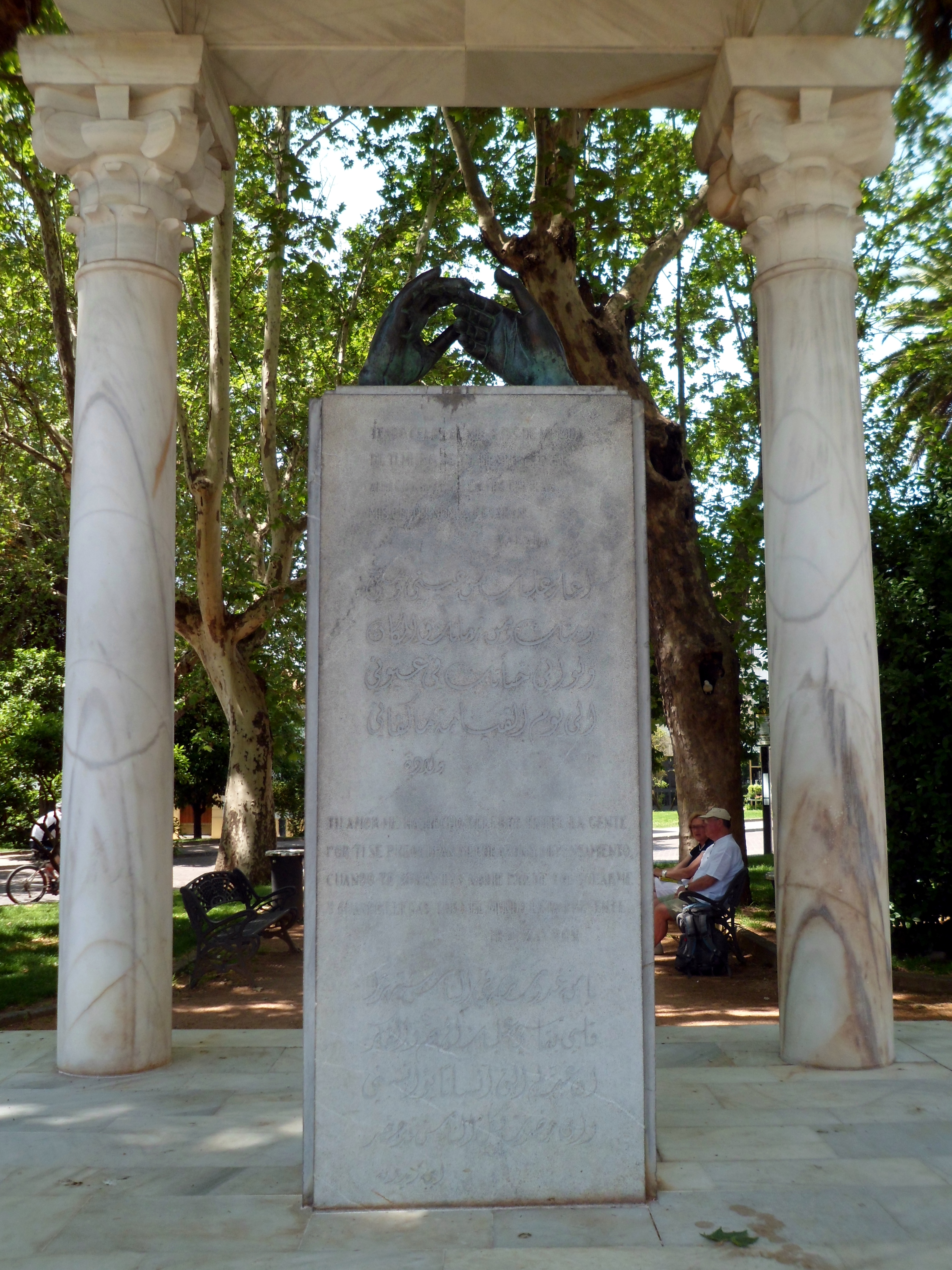
نصب العشاق في قرطبة.

يُوجد في قرطبة نُصْبٌ تذكاري يُسمى نُصْب العشاق (بالإسبانية: Monumento a los Enamorados)‏، يقع تحديدًا في مركز مدينة قرطبة التاريخي [الإنجليزية]، والذي أعلنته منظمة الأمم المتحدة للتربية والعلم والثقافة (اليونسكو) موقع تراثٍ عالميٍ عام 1994 ميلاديًا. كان هذا النُصْب قد افتُتح عام 1971 ميلاديًا تخليدًا لذكرى ولادة بنت المستكفي وابن زيدون، والذين عُرفا بعلاقة الحب بينهما. النُصْب من أعمال النحات بابلو يوستي كونيخو (بالإسبانية: Pablo Yusti Conejo)‏، بإشراف المهندس المعماري فيكتور إسكريبانو أوسيلاي [الإسبانية] (بالإسبانية: Víctor Escribano Ucelay)‏.
تذكر مجلة الفيصل في عددها 364 الصادر بتاريخ أكتوبر/نوفمبر 2006 ميلاديًا الموافق شوال 1427 هجريًا بأنَّ «النصب عبارة عن يدين نحاسيتين متقاربتين وغير متماسكتين، إحداهما يد امرأة بشكلها الأنثوي وبروز شيء من أظافرها ودقتها، والأخرى يد رجل تشكلان في تقابلهما صورة تقترب من المصافحة، وقد وضعتا على نصب صخري مستطيل قائم، وكتب على الجهة التي تقابل الجامع، والتي يفصل بينهما طريق عامر لم يتغير عن شكله العربي القديم. أي: الطريق ومعالمه.» هذه الأبيات مع نسبتها إلى ولَّادة:
وكتب تحتها مباشرةً مع نسبتها إلى ابن زيدون:
وتُكمل مجلة الفيصل قائلةً «وبالمناسبة فقد كُتبت أبياتُ ابن زيدون خطأً في النصب الأسمنتي، بالرفع المضموم في آخر الأبيات، وهي في ديوانه، وفي صحيح سياق اللغة، بالنصب المفتوح».
كُتبت الأبيات على النُصب باللغتين العربية والإسبانية.

### حفصة الركونية
حَفْصَة بنت الحاج الركونية الأندلسية (1135-1191) هي أديبةٌ وشاعرةٌ من غرناطة. يصفها كتاب «الدُر المنثور في طبقات ربّات الخدور» بأنها «كانت أديبة في زمانها، أبلغ شعراء أوانها شعرًا وأدقهم نظرًا. شعرها جيد ذات رونق فائق، وديباجة حسنة. وكان لها اليد الطولى في سبك المعاني، واستعمال الألفاظ الشائقة». يصفها ابن دحية الكلبي قائلًا «حفصة من أشراف غرناطة رخيمة الشعر رقيقة النظم والنثر»، كما يصفها كامل الجبوري في كتابه «معجم الشعراء: من العصر الجاهلي إلى سنة 2002» قائلًا «شاعرة انفردت في عصرها بالتفوق في الأدب والظرف والحسن وسرعة الخاطر بالشعر.»، كان قد نعتها القاضي والمؤرخ الأندلسي ابن بشكوال بالأستاذة. كانت لها قصةٌ طويلةٌ مع أبو جعفر أحمد بن عبد الملك بن سعيد (قُتل عام 1163)، والذي كان وزيرًا للوالي الموحدي في غرناطة أبي سعيد عثمان ابن الخليفة عبد المؤمن بن علي. لسوء حظ أبي جعفر، أحب الوالي المذكور حفصة أيضًا، فتغير بسببها على أبي جعفر حتى أدى هذا إلى فراره من غرناطة، وانضم إلى تمرد ابن مردنيش ضد حكم الموحدين في الأندلس، وأُسر أبو جعفر عام 1163 ميلاديًا وأُعدم في نفس العام. يُشير كتاب «الدُر المنثور في طبقات ربّات الخدور» إلى هذا بأنَّ «وبقيت حفصة محافظة على وداد أبي جعفر إلى أن نكب وقتل، وقد رثته بمراثٍ كثيرة لم يُر مثلها، ولكون قتْلِ أبي سعيد كان من أجلها لم تتمكن من نشرها، وبقيت بعده مدة طويلة وهي حزينة عليه لا تلتفت إلى المسرات، ولا تألف الاجتماعات، حتى دعاها داعي المنون فلبَّت وهي ذات شجون».

#### الأبيات
تُشير العديد من المصادر أنَّ حفصة كانت قد كتبت هذه الأبيات في حرصها على زَوْجها، وتشير أُخرى أنها كتبتها في أبو جعفر أحمد بن عبد الملك بن سعيد، وهما:
تختلفُ صيغة الأبيات أعلاه بين المصادر، حيث تذكر بعضها الشطر الأول من البيت الأول على صيغة «أغارُ عليك من عيني رقيبي» أو «أغار عليك من عيني وقلبي»، والشطر الثاني على صيغة «ومنك ومن مكانك والزمان»، أما الشطر الأول من البيت الثاني فيردُ أيضًا على صيغة «ولو أني خبأتكَ في جُفوني» أو «ولو أني جعلتُك في عيوني».
ذكرت العديد من المصادر الاختصاصية نسبة هذه الأبيات إلى حفصة الركونية، حيث يُشير «ديوان حفصة الركونية» إلى قصائدها التالية:
- «أَغارُ عليكَ من عيني ومنّي»
- «أَزوركَ أَم تزور فإنّ قلبي»
- «يا ربّة الحسنِ بل يا ربّة الكرم»
- «يا سيّد الناسِ يا من»
- «ثنائي على تلكَ الثنايا لأنّني»
- «هدّدوني من أجلِ لبس الحداد»
- «سَلوا البارقَ الخفّاق والليل ساكن»
- «يا مدّعي في هوى الحُس»
- «زائرٌ قَد أتى بجيد الغزال»
- «سلام يفتحُ في زهرهِ ال»
- «ولو لم يكن نجماً لما كان ناظري»
- «يا أظرفَ الناسِ قبل حال»
- «سار شِعري لك عنّي زائراً»
- «لعمركَ ما سرّ الرياض بوصلنا»
- «قُل للّذي خلّصنا»
- «يا ذا العُلا واِبن الخلي»
- «رأستَ فَما زالَ العداة بظُلمهم»

### أخرى
تذكر بعض المصادر هذه الأبيات مع نسبتها لمجهولٍ، فتشيرُ إليها فقط بأنها «غزلٌ أندلسي». تغير مصادرُ أخرى الأبيات لتجعلها موجهةً من رجلٍ إلى زوجته، وتذكرها ضمن «الثناء على الزوجة وإشعارها بالغيرة المعتدلة عليها وعدم مقارنتها بغيرها»، لتصبحُ الكلمات «عليكِ، منكِ، زمانكِ، خبأتكِ».

## وصلات خارجية
- أغار عليك من عيني ومني على موقع بوابة الشعراء.
- سعدي البياتي موال أغار عليك من نفسي ومني على يوتيوب
- وائل كفوري- أغار عليكي.. من ليالي فبراير 2010 على يوتيوب
- أغار عليك - مهاجر هجري على يوتيوب